# ملبنة دلبروكية
المُلَبِّنَة الدلبروكيَّة (باللاتينية: Lactobacillus delbrueckii) نوع بكتيري من فصيلة الملبنات. هي من الكائنات الحية الدقيقة في الجهاز التناسلي السفلي للمرأة.